# Isofix

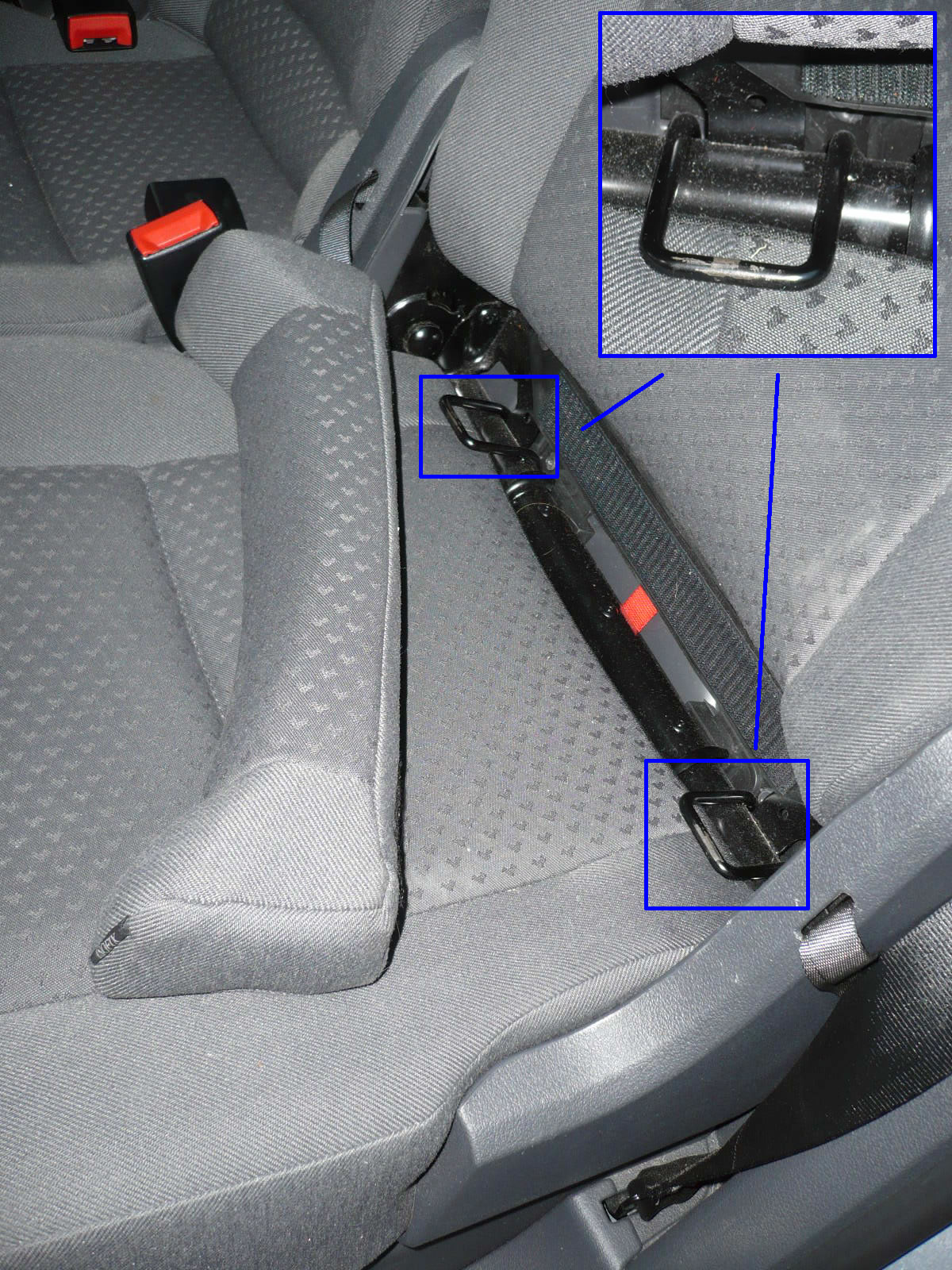
Isofix-Halteösen, verborgen unter einem herausnehmbaren Sitzelement in einem VW Touran

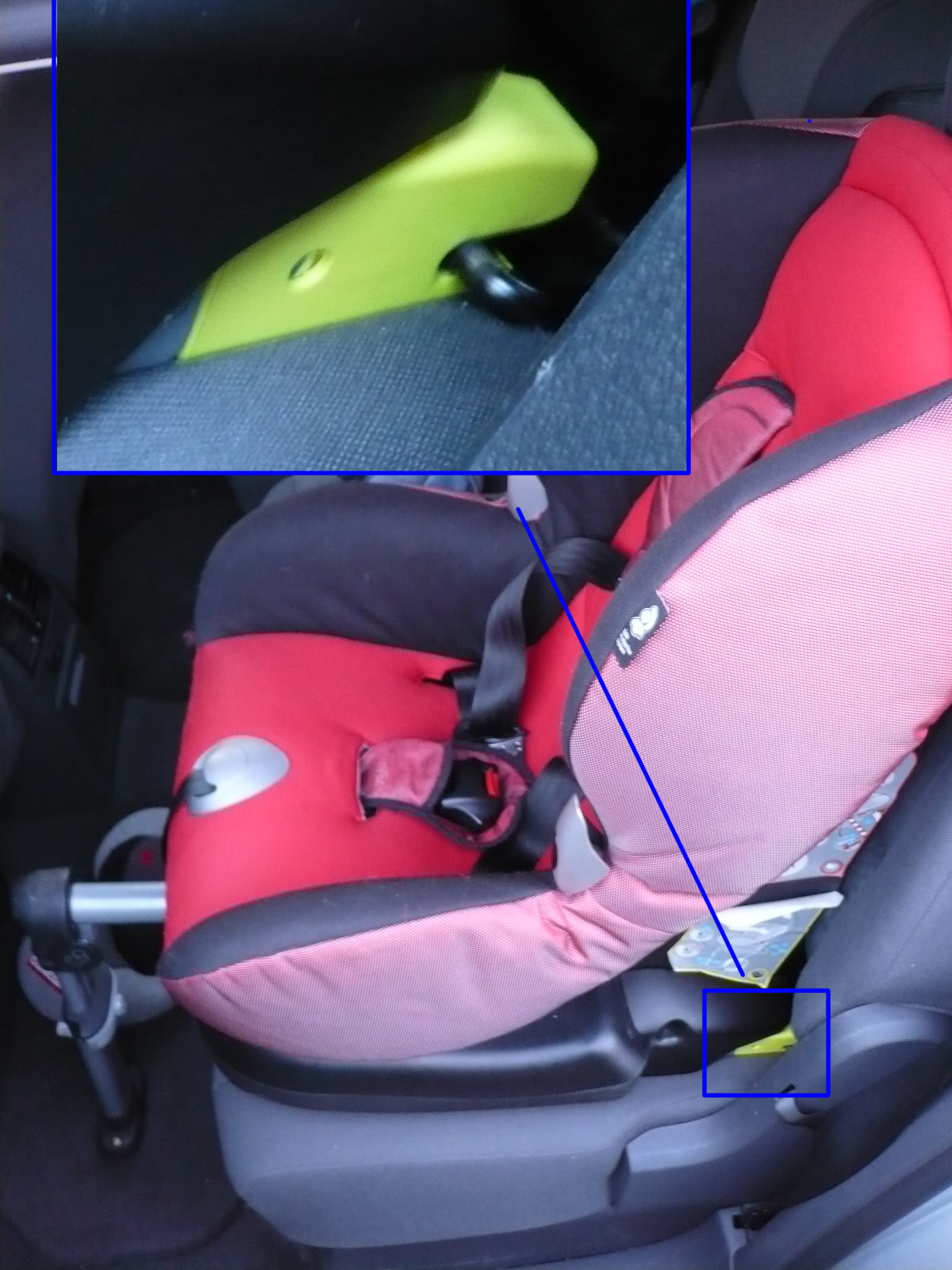
Isofix-Sitz mit Stützfuß; Detail: Halteraste greift in die Öse

Isofix (auch ISOFIX) ist ein besonders sicheres und einfach zu bedienendes Befestigungssystem für Kindersitze in Automobilen, bei dem eine starre Verbindung zwischen Karosserie und Kindersitz hergestellt wird. Das System ist nach der Norm ISO 13216 standardisiert, wonach es seinen Namen bekam. 2013 wurde durch ECE R 129 die Isofix-Befestigung erstmals für einige Kindersitzkategorien gesetzlich zur Pflicht. Durch die ECE R 145 wurde das System für alle Fahrzeuge in den Vertragsstaaten der UN ECE eingeführt.
Man unterscheidet dabei die Isofix-Systeme in „fahrzeugspezifische Zulassung“ und „Universal-Zulassung“. Bei der fahrzeugspezifischen Zulassung ist zu prüfen, ob der betreffende Sitz für das betreffende Fahrzeug zugelassen ist. Sitz- und Fahrzeughersteller veröffentlichen entsprechende Listen.

## Geschichte
Die International Organization for Standardization definierte den Standard ISO 13216 (Isofix-Halterung) erstmals im Jahr 1990 und gab das System für die drei Gruppen 0, 0+ und 1 frei. 1995 kündigte Ford an, fortan seine Fahrzeuge mit Isofix-Halterungen auszustatten. Das Unternehmen wagte diesen Vorstoß, nachdem beim bisherigen Entwicklerkonsortium Stillstand herrschte. Im Oktober 1995 bekam das System seine Zulassung durch die Europäische Kommission und die FIA. Seit der Jahrtausendwende wurde das System nahezu bei allen Fahrzeug- und Kindersitzherstellern eingeführt. Ab September 2013 durften nur noch Kindersitze, die die Norm ECE R129 erfüllten, verkauft werden (Isofix-Pflicht für bestimmte Kategorien). Neuwagen mussten in Deutschland ab November 2014 mit Isofix ausgestattet sein.
Die Erfindung des Systems wird werbewirksam beansprucht. Britax Römer suggeriert, zusammen mit Volkswagen Erfinder des Systems zu sein, und schreibt auf seiner Website: 1997 haben wir in Zusammenarbeit mit Volkswagen den ersten ISOFIX-Kindersitz der Gruppe 1 auf der IAA vorgestellt. Später wurde diese Entwicklung eine internationale Anforderung für PKWs und Kindersitze. Eine Publikation von Volkswagen wird folgendermaßen zitiert: „Die Firma Volkswagen war maßgeblich daran beteiligt, die Befestigung für einen Auto-Kindersitz zu entwickeln, der allen Sicherheitsanforderungen entspricht. Die firmeninternen Erfahrungen hatten Vorbildcharakter und flossen in die Erarbeitung der internationalen Norm ISO 13216-1 ein,- heute bekannt unter der Bezeichnung ISOfix-System.“

## Aufbau
Die Isofix-Verbindung besteht fahrzeugseitig aus zwei Haltebügeln mit einer Stärke von 6 mm, die sich im Abstand von 280 mm im Spalt zwischen Lehnen- und Sitzfläche befinden. Der Kindersitz wird in diese Befestigungen verhakt.
In Europa sind hierfür ausschließlich starre Befestigungsbügel, sogenannte Rastarme, am Kindersitz erlaubt, die über eine Klickfunktion in den Haltebügel greifen. Dieses starre System (engl.: rigid system) unterscheidet sich merklich vom US-amerikanischen Latch-System (Lower Anchors and Tether for Children). Dabei wird der Kindersitz mit Hilfe von gespannten Gurtbändern mit den Haltebügeln verbunden. Wegen der weichen Gurtbänder wird dieses System auch als „Soft“-Isofix bezeichnet.
Zusätzlich zur Befestigung an den Haltebügeln muss bei der „Universal-Zulassung“ eine zweite Fixierung erfolgen, um eine ungewünschte Rotation des Sitzes um die Haltebügel zu verhindern. Hierfür gibt es verschiedene Systeme:
Top Tether (oberer Haltegurt)
Dabei handelt es sich um ein zusätzliches Gurtband, das über die Sitzlehne geführt wird und mit einem Haken an einem Bügel am Fahrzeug befestigt und danach gespannt wird.
Support leg (Stützfuß)
der den Kindersitz gegen den Wagenboden abstützt. Ein Stützfuß ist nur dann wirksam, wenn er direkt auf dem Bodenblech aufsteht.
Low Tether (unterer Haltegurt)
Für rückwärts gerichtete Systeme (Reboarder) werden hier Gurtbänder eingesetzt, die den Kindersitz zum Boden hin abspannen.

## Vorteile
Isofix-Kindersitze zeichnen sich durch eine besonders einfache Bedienung aus, wodurch das Risiko einer falschen Befestigung minimiert wird. Falsche Gurtführung zählt bei konventionellen Kindersitzen zu den häufigsten Ursachen für Unfall-Verletzungen trotz Kindersitz. Weiterhin wird durch die starre Verbindung mit der Karosserie das Risiko eines Nachgebens der Gurte und eines Aufpralls des Kindes bei einem Unfall minimiert. Aus diesen Gründen schneiden Kindersitze mit Isofix-Halterung bei Crash-Tests im Allgemeinen besser ab als ansonsten identische Sitze mit konventioneller Gurthalterung. Das System wird daher von Verkehrssicherheitsexperten und Unfallforschern allgemein empfohlen.
Darüber hinaus ist die feste Verankerung auch von Vorteil, wenn man den Sitz leer – ohne Kind – mitführt. Je nach Hersteller können manche Isofix-Kindersitze auch konventionell mit Gurt befestigt werden, wenn in einem der genutzten Fahrzeuge keine Isofixvorrichtung vorhanden ist.

## Nachteile
Isofix-Kindersitze ließen sich per 2007 meist nur auf den äußeren Plätzen befestigen; die Mittelposition ist aber ansonsten aus Sicherheitsgründen vorzuziehen. Teilweise sind keine montagefreundlichen Öffnungen für die Isofix-Haltebügel vorhanden. Dann erhöht sich durch tiefliegende Haltebügel am Fahrzeug und scharfkantige Verschlüsse am Kindersitz die Gefahr für Schäden an den Sitzbezügen. Außerdem sind Kindersitze mit Isofix häufig etwas teurer. Naturgemäß lassen sich die Sitze nicht horizontal verschieben, somit ist die Montage von drei Kindersitzen auf der Rücksitzbank nur selten möglich.

## Isofix-Gurt
Inzwischen werden auch Isofix-Gurte verkauft. Diese Gurte dienen dazu einen Kindersitz, anstatt mit den Sicherheitsgurten des Autos, an der Isofix-Halterung zu sichern. Das deutsche Kraftfahrtbundesamt empfiehlt allerdings, von einer Verwendung solcher Gurte abzusehen. Das Amt hat festgestellt, dass mögliche Verletzungen schwerer ausfallen könnten. Firmen vertreiben diese Gurte im Internet und haben üblicherweise ihre Firmensitze in Fernost.

## Weitere Anwendungen
Auf dem Markt existieren auch zahlreiche Tiertransportboxen, die für eine Befestigung per Isofix geeignet und vorgesehen sind.